# Hilary Duff (альбом)
«Hilary Duff» — третій студійний альбом американської поп-співачки Гіларі Дафф. У Сполучених Штатах альбом вийшов 28 вересня 2004, через день після 17-го дня народження Дафф. Співачка процитувала щодо свого нового альбому, що він є більш дорослим за її попередню роботу «Metamorphosis», кажучи, що "в цілому, я більше не є Ліззі Макгвайр". Дафф вказувала, що мала більше творчого контролю із цією платівкою, ніж із її попередньою робою. В альбомі «Hilary Duff» з'явилися елементи рок-музики. Деякі критики наголошували на подібність цієї роботи до музики Авріл Лавін та Ешлі Сімпсон. Запис проходив у травні-вересні 2004, між періодами зйомки фільмів Піднеси свій голос (2004) та Ідеальний чоловік (2005), в яких Дафф грає головну роль.
Альбом випустив два сингли, «Fly» та «Someone's Watching over Me», і три промо-сингли: «The Getaway», «I Am» та «Weird». Платівка «Hilary Duff» посіла 2 місце на US Billboard 200 в перший же тиждень свого релізу, продаючись у 192,000 копій за перші 7 днів. Станом на 2007 альбом продався у 1,800,000 копій по США. Платинову сертифікацію альбом здобував від американської RIAA та австралійської ARIA; тричі-платинову від канадської CRIA. Золоті сертифікації альбом отримав у Японії, Мексиці та Новій Зеландії.

## Список композицій
| Hilary Duff – Стандартне видання | Hilary Duff – Стандартне видання | Hilary Duff – Стандартне видання                     | Hilary Duff – Стандартне видання |
| #                                | Назва                            | Автор                                                | Тривалість                       |
| -------------------------------- | -------------------------------- | ---------------------------------------------------- | -------------------------------- |
| 1.                               | «Fly»                            | Кара ДіоГуарді, John Shanks                          | 3:43                             |
| 2.                               | «Do You Want Me?»                | Matthew Gerrard, ДіоГуарді                           | 3:31                             |
| 3.                               | «Weird»                          | Charlie Midnight, Marc Swersky, Ron Entwistle        | 2:56                             |
| 4.                               | «Hide Away»                      | Shaun Shankel, Midnight, Trina Harmon, Tyler Bieck   | 3:48                             |
| 5.                               | «Mr. James Dean»                 | Гіларі Дафф, Гейлі Дафф, Kevin De Clue               | 3:28                             |
| 6.                               | «Underneath This Smile»          | ДіоГуарді, Shanks                                    | 3:39                             |
| 7.                               | «Dangerous to Know»              | Midnight, Wendy Page, Jim Marr                       | 3:34                             |
| 8.                               | «Who's That Girl?»               | Midnight, Andreas Carlsson, Desmond Child            | 3:27                             |
| 9.                               | «Shine»                          | ДіоГуарді, Guy Chambers                              | 3:29                             |
| 10.                              | «I Am»                           | Diane Warren                                         | 3:44                             |
| 11.                              | «The Getaway»                    | Julian Bunetta, James Michael                        | 3:37                             |
| 12.                              | «Cry»                            | Midnight, Swersky, Charlton Pettus                   | 3:48                             |
| 13.                              | «Haters»                         | Гіларі Дафф, Гейлі Дафф, Midnight, Swersky           | 2:59                             |
| 14.                              | «Rock This World»                | Midnight, Denny Weston, Jr., Ty Stevens, Гіларі Дафф | 3:46                             |
| 15.                              | «Someone's Watching Over Me»     | ДіоГуарді, Shanks                                    | 4:11                             |
| 16.                              | «Jericho»                        | Midnight, Chico Bennett                              | 3:55                             |
| 17.                              | «The Last Song»                  | Гейлі Дафф, De Clue                                  | 1:25                             |
| 58:50                            |                                  |                                                      |                                  |

| Hilary Duff – Азійське видання | Hilary Duff – Азійське видання       | Hilary Duff – Азійське видання |
| #                              | Назва                                | Тривалість                     |
| ------------------------------ | ------------------------------------ | ------------------------------ |
| 18.                            | «Who's That Girl?» (акустичний мікс) | 3:25                           |
| 62:15                          |                                      |                                |

| Hilary Duff – Південноафриканське видання | Hilary Duff – Південноафриканське видання | Hilary Duff – Південноафриканське видання | Hilary Duff – Південноафриканське видання | Hilary Duff – Південноафриканське видання |
| #                                         | Назва                                     | Автор                                     | Продюсер(и)                               | Тривалість                                |
| ----------------------------------------- | ----------------------------------------- | ----------------------------------------- | ----------------------------------------- | ----------------------------------------- |
| 18.                                       | «My Generation»                           | Pete Townshend                            | Midnight Entwistle                        | 2:43                                      |
| 61:33                                     |                                           |                                           |                                           |                                           |

| Hilary Duff – Японське видання | Hilary Duff – Японське видання       | Hilary Duff – Японське видання | Hilary Duff – Японське видання                         | Hilary Duff – Японське видання |
| #                              | Назва                                | Автор                          | Продюсер(и)                                            | Тривалість                     |
| ------------------------------ | ------------------------------------ | ------------------------------ | ------------------------------------------------------ | ------------------------------ |
| 18.                            | «Who's That Girl?» (акустичний мікс) |                                |                                                        | 3:25                           |
| 19.                            | «Our Lips Are Sealed»                | Jane Wiedlin Terence Hall      | Midnight Spider Recke [a] Jay Landers [a] Jon Lind [a] | 2:40                           |
| 20.                            | «My Generation»                      | Pete Townshend                 | Midnight Entwistle                                     | 2:43                           |
| 67:38                          |                                      |                                |                                                        |                                |

| Hilary Duff – Азійське колекційне видання (бонусний DVD "Learning to Fly") | Hilary Duff – Азійське колекційне видання (бонусний DVD "Learning to Fly") | Hilary Duff – Азійське колекційне видання (бонусний DVD "Learning to Fly") |
| #                                                                          | Назва                                                                      | Тривалість                                                                 |
| -------------------------------------------------------------------------- | -------------------------------------------------------------------------- | -------------------------------------------------------------------------- |
| 1.                                                                         | «Learning to Fly» (документальне кіно)                                     | 27:08                                                                      |
| 2.                                                                         | «Fly» (музичне відео)                                                      | 4:40                                                                       |
| 62:15                                                                      |                                                                            |                                                                            |

## Чарти
| Чарт (2004)                        | Місце |
| ---------------------------------- | ----- |
| Australian ARIA Albums Chart       | 6     |
| Belgian Albums Chart (Валлонія)    | 71    |
| Canadian Albums Chart              | 1     |
| Dutch Albums Chart                 | 19    |
| Japanese Oricon Albums Chart       | 5     |
| NZ Albums Top 40                   | 14    |
| Spain Albums Top 100               | 83    |
| Mexico Top 100                     | 6     |
| U.S. Billboard 200                 | 2     |
| U.S. Billboard Top Internet Albums | 2     |

## Продажі
| Країна               | Сертифікація (таблиця продажів та сертифікатів) | Продажі    |
| -------------------- | ----------------------------------------------- | ---------- |
| Австралія (ARIA)     | Платина                                         | +70,000    |
| Канада (CRIA)        | 3× Платина                                      | +300,000   |
| Японія (RIAJ)        | Золото                                          | +100,000   |
| Нова Зеландія (RMNZ) | Золото                                          | +7,500     |
| Мексика (AMPROFON)   | Золото                                          | +50,080    |
| США (RIAA)           | Платина                                         | +1,900,000 |

## Історія релізів
| Країна     | Дата            | Формат | Лейбл             | Виноски |
| ---------- | --------------- | ------ | ----------------- | ------- |
| Японія     | 30 вересня 2004 | CD     | Avex Trax         | [ 11 ]  |
| Австрія    | 29 вересня 2004 | CD     | Warner Music      | [ 12 ]  |
| Бельгія    | 29 вересня 2004 | CD     | Warner Music      | [ 13 ]  |
| Франція    | 29 вересня 2004 | CD     | Warner Music      | [ 13 ]  |
| Німеччина  | 29 вересня 2004 | CD     | Warner Music      | [ 12 ]  |
| Швейцарія  | 29 вересня 2004 | CD     | Warner Music      | [ 12 ]  |
| Канада     | 4 жовтня 2004   | CD     | Universal Music   | [ 14 ]  |
| США        | 4 жовтня 2004   | CD     | Hollywood         | [ 15 ]  |
| Нідерланди | 13 жовтня 2004  | CD     | Warner Music      | [ 16 ]  |
| Австралія  | 22 жовтня 2004  | CD     | Festival Mushroom | [ 17 ]  |